# Cyrtopodium josephense
Cyrtopodium josephense är en orkidéart som beskrevs av João Barbosa Rodrigues. Cyrtopodium josephense ingår i släktet Cyrtopodium, och familjen orkidéer. Inga underarter finns listade i Catalogue of Life.